# Area della Ricerca di Roma 2 - Tor Vergata
L'area della ricerca di Roma Tor Vergata è un'area territoriale di proprietà dell'Università degli Studi di Roma "Tor Vergata", sita nella frazione di Roma denominata Tor Vergata, concessa in comodato al Consiglio Nazionale delle Ricerche nel 1986 in base a una convenzione che prevedeva la realizzazione di strutture immobiliari atte a ospitare istituti di ricerca dell'ente.

## Descrizione
L'area della ricerca, inaugurata nel 1998, è una delle più grandi del Consiglio Nazionale delle Ricerche e occupa una superficie di circa 28 ettari sui quali insistono edifici per circa 35.000 m² coperti e ospita circa 400 dipendenti tra personale di ricerca, tecnico e amministrativo, appartenenti a diversi istituti e dipartimenti del Consiglio nazionale delle ricerche e, dopo un riordino degli Enti di Ricerca che ha cambiato l'afferenza di alcuni Istituti, dell'Istituto nazionale di astrofisica.
Dal 2003 al 2006, in base a una convenzione aggiuntiva a quella del 1986 sottoscritta dal presidente del Consiglio nazionale delle ricerche Lucio Bianco e dal rettore dell'Università degli Studi di Roma "Tor Vergata" Alessandro Finazzi Agrò, all'area della ricerca apparteneva anche il Casale numero 11 adiacente alla grande croce metallica sita sul piazzale di Tor Vergata che ha ospitato la veglia dei giovani durante la Giornata mondiale della gioventù del 2000; nel Casale, oggi sede della presidenza dell'Agenzia regionale del Lazio per i trapianti e le patologie connesse, è stata ospitata la sede di Roma dell'Istituto di Tecnologie Industriali e Automazione del Consiglio nazionale delle ricerche, poi trasferitasi presso l'area della ricerca di Montelibretti per diventare in seguito il laboratorio e-DSS, nata per volontà del presidente del Consiglio Nazionale delle Ricerche Lucio Bianco, del presidente del Consiglio di corso di laurea in ingegneria gestionale dell'Università degli Studi di Roma "Tor Vergata" Mario Lucertini e del direttore dell'Istituto di tecnologie industriali e automazione del Consiglio nazionale delle ricerche Francesco Jovane, aggregando al CNR il personale dell'allora centro Charles Babbage dell'Università degli Studi di Roma "Tor Vergata".

## Istituti
Nell'area sono presenti strutture dei seguenti istituti del Consiglio nazionale delle ricerche 
- ISMAR - Istituto di scienze marine
- IASC - Istituto di acustica e sensoristica "Orso Mario Corbino"
- ISAC - Istituto di scienze dell'atmosfera e del clima
- IFT - Istituto di farmacologia traslazionale
- ISM - Istituto di struttura della materia
- IIA - Istituto sull'inquinamento atmosferico
- IMM - Istituto di microelettronica e microsistemi
- ISC - Istituto dei sistemi complessi

e dell'Istituto nazionale di astrofisica
- IAPS - Istituto di Astrofisica e Planetologia Spaziali